# Prijs van de Vlaamse Gemeenschap voor toneelliteratuur
De  Prijs van de Vlaamse Gemeenschap voor toneelliteratuur een van de Cultuurprijzen Vlaanderen die driejaarlijks door de Vlaamse Gemeenschap wordt toegekend aan een schrijver die in de drie voorafgaande jaren een toneelstuk of luisterspel publiceerde dat door zijn opmerkelijke kwaliteit in de aandacht kwam. De prijs bedraagt 12.500 euro.
De prijs is een voortzetting van de driejaarlijkse Staatsprijs voor Vlaamse toneelletterkunde die in 1858 door minister Rogier werd ingesteld voor het beste oorspronkelijk Vlaamse toneelwerk. Sinds de vierde staatshervorming van 1993 is dit een driejaarlijkse Prijs van de Vlaamse Gemeenschap voor toneelliteratuur geworden. Sinds 2003 maakt deze literatuurprijs deel uit van de driejaarlijkse uitreiking van de Cultuurprijzen van de Vlaamse Gemeenschap. De prijs is voor het laatst uitgereikt in 2009.

## Laureaten

### Staatsprijs
Dit overzicht is mogelijk incompleet; u kunt helpen door het uit te breiden.
De eerste staatsprijs werd toegekend voor de periode 1856-1858, de tweede voor de periode 1859-1861 enzovoort.
- 1859 – Hippoliet Van Peene – Mathias de beeldstormer
- 1862 – Domien Sleeckx – Grétry
- 1865 – Frans van Geert – Jacob van Artevelde
- 1868 – Felix Van De Sande – Het vijfde rad van den wagen
- 1874 – Désiré Delcroix – Philippine van Vlaanderen
- 1877 – Désiré Delcroix – Elisa
- 1883 – Frans Gittens – Jane Shore
- 1889 – Hector Plancquaert – De dood van Karel den Goede
- 1895 – Isidoor Albert – Boudewijn Hapken
- 1898 – niet toegekend; eervolle vermeldingen voor Alfred Hegenscheidt (Starkadd) en Hubert Melis (Koning Hagen) [1]
- 1901 – Gillis Minnaert – Siddhârta of De ster van Indië
- 1904 – Raf Verhulst – Jezus de Nazarener
- 1907 – Raf Verhulst – Semini's kinderen
- 1910 – Eugeen Van Oye – Godelieve van Gistel
- 1921 – Ernest-Willem Schmidt – Het Kindernummer [2]
- 1921 – Cyriel Verschaeve – Judas [2]
- 1922 – Gaston Martens – Derby
- 1925 – Herman Teirlinck – De man zonder lijf
- 1928 – Herman Teirlinck – Ave
- 1931 – Jos Janssen – De wonderdoktoor
- 1934 – Gaston Martens – Paradijsvogels
- 1937 – Cyriel Verschaeve – Elijah
- 1943 – Jos Janssen – Hendrikje Stoffels
- 1946 – Johan Daisne – Het zwaard van Tristan
- 1949 – Herwig Hensen – Lady Godiva
- 1952 – Paul De Mont – Artevelde’s val
- 1955 – Hugo Claus – Een bruid in de morgen
- 1958 – Piet Sterckx – Slakken en Naalden
- 1961 – Tone Brulin – Pas op, mijnheer Lipman komt
- 1964 – Jozef van Hoek – Appartement te huur
- 1967 – Hugo Claus – De dans van de reiger
- 1973 – Hugo Claus – Vrijdag
- 1976 – Johan Boonen – Jozef Vek; De Bokken
- 1979 – Hugo Claus – Orestes; Jessica!

### Prijs van de Vlaamse Gemeenschap
- 1982 – Walter van den Broeck
- 1985 – René Verheezen – De Overtocht
- 1988 – Paul Koeck – De Aardemakers
- 1991 – Josse De Pauw – Ward Comblez. He do the life in different voices ; Het kind van de Smid.
- 1994 – Arne Sierens – Boste
- 1997 – Filip Vanluchene – Montagnes Russes
- 2000 – Tom Lanoye – Ten oorlog
- 2003 – Eric De Volder – Vogels in de bomen
- 2006 – Jan Lauwers – De kamer van Isabella; andere genomineerden: Michael De Cock en Jan Fabre
- 2009 – Peter De Graef – Zoals de dingen gaan...; andere genomineerden: Bart Meuleman – The Bult and the Beautiful en Tom Lanoye – Atropa. De wraak van de vrede